# 卢布林
卢布林（波蘭語：Lublin）是波蘭东部的城市，卢布林省的省会，約有33萬名居民，是全国第九大城市、东部最大城市。
卢布林在波兰历史中一直扮演着重要角色。1385年的克雷沃联合，对这座城市的发展影响深远。此后，卢布林由于地处克拉科夫和维尔纽斯之间，地理位置优越，因此贸易迅速发展，成为波兰重要的商业中心，其人民也获得了在立陶宛境内进行自由贸易的权利。1569年，波兰和立陶宛两国签署法案，合并为波兰立陶宛联邦，此事件史称卢布林联合。16世纪，卢布林成为波兰境内宗教改革的重要据点之一。
18世纪末瓜分波兰以前，卢布林作为波兰立陶宛联邦的重要城市，其代表和贵族有权参加国王选举。1578年，联邦最高上诉机关—皇家上诉法院在卢布林设立，巩固了这座城市的国内地位。几个世纪以来，作为波兰文化和高等教育的中心，卢布林一直繁荣发展。二战时期，波兰人民共和国的前身—波兰民族解放委员会，也一度以此为中心。
今天的卢布林，在波兰仍占有重要地位。卢布林被认为是外国投资的理想之地，《金融时报》也将卢布林评为波兰最适合经商的城市之一。卢布林以其绿色空间和较高的生活水平而闻名，该市也被选为2023年欧洲青年之都。卢布林老城区是波兰著名的旅游胜地，被列入波兰历史古迹名录。

## 历史

### 史前及早期波兰国家时期

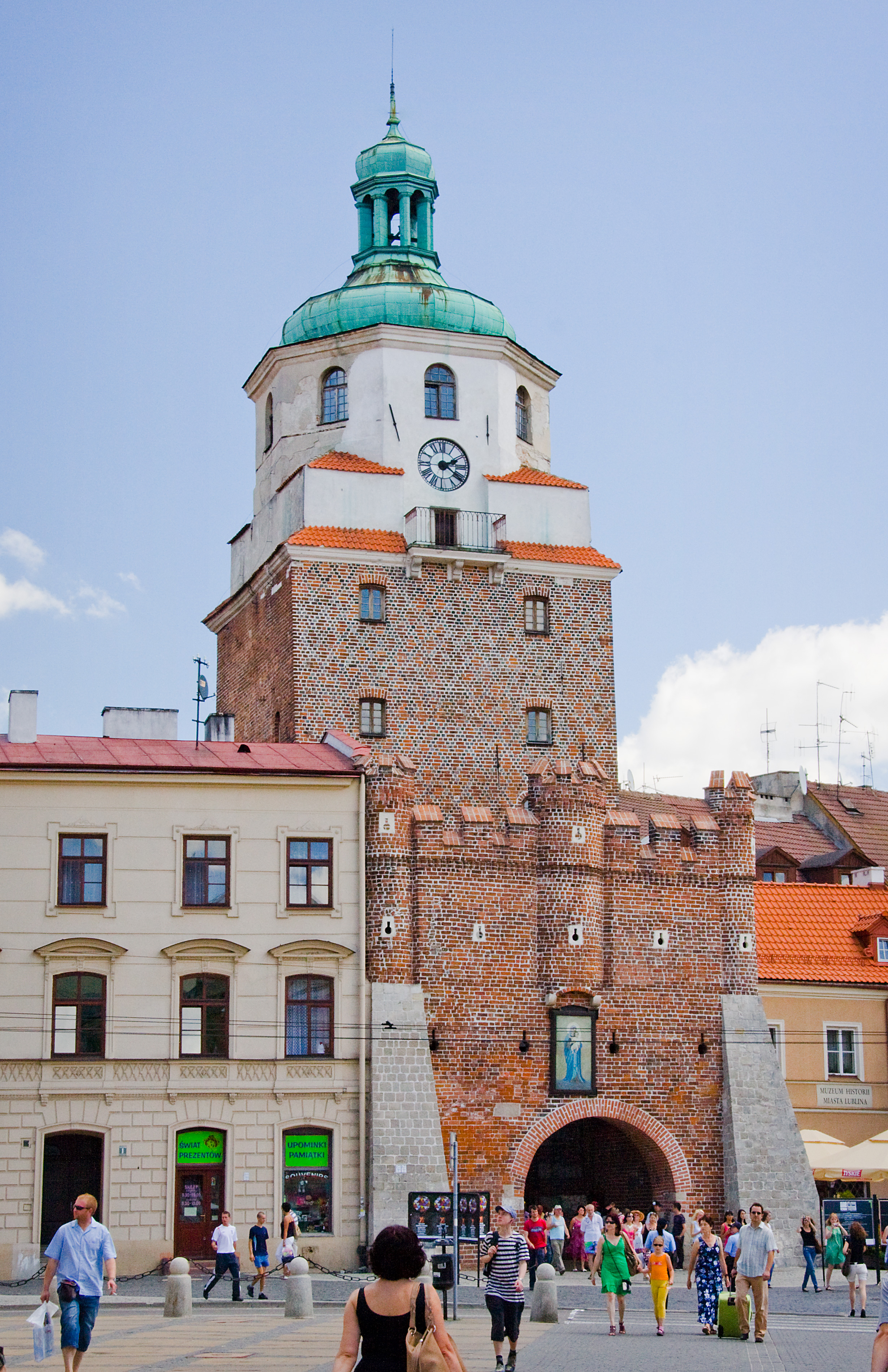
克拉科夫之门是卢布林最具代表性的地标之一

考古证据表明，卢布林附近地区已存在史前文化。但是位于今天的卢布林的第一个真正意义上的定居点，则是在中世纪早期才建立的。公元6至7世纪，卢布林及其周边地区开始形成复杂的定居点，其中最早及最重要的居民点位于市郊的Czwartek（意为「星期四」）山上。进入中世纪前期以后，这些居民点越发密集。10至11世纪，Czwartek山上的居民点发展成为一个重要的贸易中心，而这一地区最早的防御工事也坐落在此。防御工事几经搬迁，最终在毗邻的古城山上得以重新建立，并逐渐完善为城堡，古城山也因此成为这一地区的主要发展中心。这座城堡最早在1224年被提及，但其很有可能在10至12世纪即已存在。而「卢布林」则在1198年首次出现于历史文献中，所以此名称更早的时候即已被广泛使用。

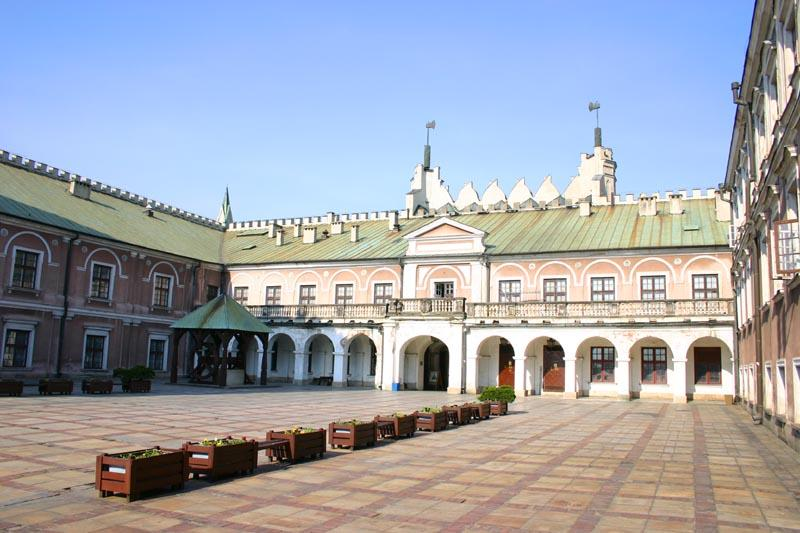
卢布林城堡

卢布林地处波兰东部边界，具有重要的军事意义。13世纪上半叶，卢布林屡受蒙古人、羅塞尼亞人及立陶宛人的攻击，受到了严重破坏。瓦迪斯瓦夫一世或波列斯瓦夫五世时期，卢布林正式确立城镇地位。后来，卡西米尔三世意识到此地的战略价值，遂于1341年在此地建筑了一座石造城堡，并以城墙环绕。

### 雅盖隆王朝及联邦时期

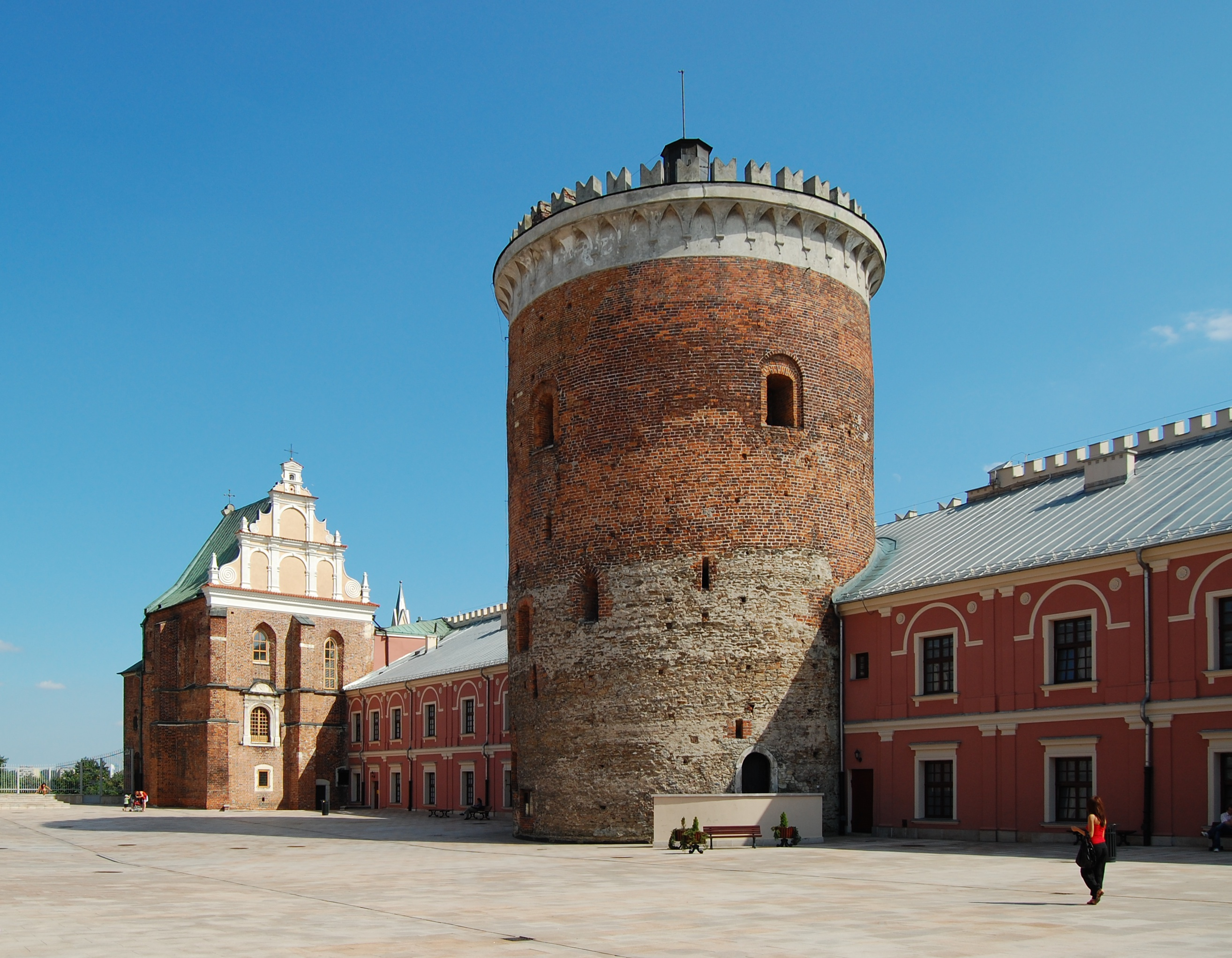
卢布林城堡

1392年，波兰国王瓦迪斯瓦夫二世给予卢布林以贸易特权。此后，卢布林受惠于波兰与立陶宛之间的和平，发展成一个重要的贸易中心，在两国间的贸易往来中占有重要地位。1474年，卢布林及附近地区脱离桑多梅日省，组成卢布林省。
15至16世纪，该市发展迅速。当时，波兰立陶宛联邦最大的商品交易会就于卢布林举行。16世纪，波兰的贵族议会多次在卢布林召开。1569年6月26日，波兰和立陶宛的贵族在卢布林签订法案，宣告两国合并为一个共主邦联，史称盧布林聯合。此后直到波兰被瓜分，卢布林一直是联邦的重要城市。
波兰文艺复兴时期，有部分画家及作家生活在卢布林，其中具有代表性的有塞巴斯蒂安·克洛诺维奇和扬·科恰诺夫斯基。1578年，皇家上诉法院于卢布林设立，成为小波兰地区的最高法院及全国最高上诉法院。
16世纪中期以后，宗教改革运动于卢布林蓬勃发展，这里一度成为波兰小归正教会的活动中心。与此同时，波兰最重要的犹太人社群之一也开始在卢布林形成。犹太人在此地建造了大量的生活设施，诸如学校、医院、会堂、墓地等。长期以来，犹太人是卢布林城市生活的一个重要组成部分，直至納粹德國占领这座城市，展开大屠杀，犹太人被全部消灭为止。1580年至1764年间，卢布林召开了四次全国犹太人大会。70个代表商讨关于对犹太人社群影响重大的问题，例如税收问题。
来自欧洲各地的学生在卢布林就读正统犹太学校，使得卢布林成为学习塔木德和犹太密契主义的中心，被誉为「犹太人的牛津」。1567年，波兰国王授予学校的首席老师（Rosh yeshiva）以校长的名衔，以及与波兰的大学校长同等的权利。
大洪水时代，俄国和瑞典的相继入侵，使得卢布林走向衰落。

### 19世纪和20世纪早期

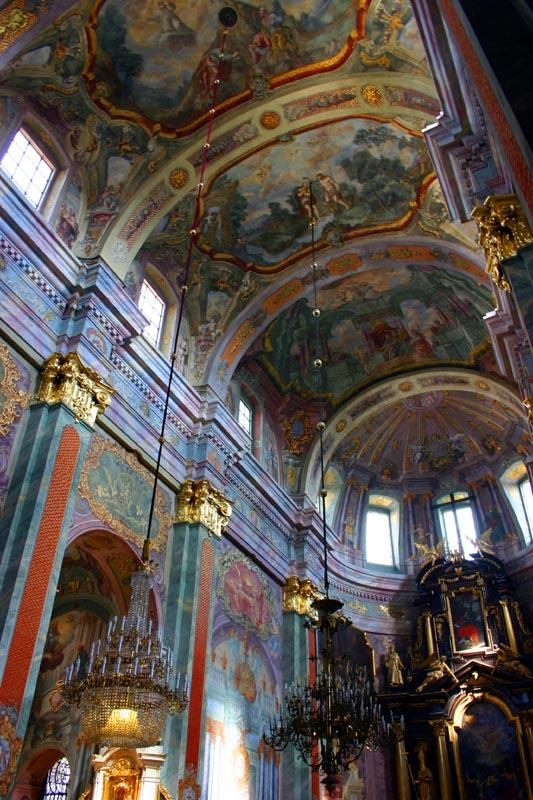
盧布林主教座堂

1795年第三次瓜分波兰后，卢布林归属奥地利帝国，1809年拿破崙打败普魯士和奥地利軍隊后，短暂归属于华沙公国。1815年以后，卢布林开始被俄国统治。19世纪初，卢布林开展了一系列市区建设，新的广场、街道及公共建筑相继落成。1877年，连接华沙和科韦利的铁路建成，并在卢布林设站，极大地刺激了卢布林的工业发展。卢布林的人口由1873年的28,900人增长至1897年的50,150人，其中24,000人是犹太人。
1914年，一战爆发，次年，同盟国军队占领卢布林，标志着俄罗斯统治的结束。1918年，一战结束，波兰共和国临时人民政府成立，作为瓜分波兰以来的第一个独立的波兰政权，其统治中心一度设立于卢布林。随后，波兰第二共和国成立，卢布林归属于这个新生的国家。在战间期，城市继续发展，人口持续增长，重要的工业企业纷纷成立，包括波兰第一所飞机制造厂，即日后的LWS飞机制造厂。卢布林若望·保祿二世天主教大學于1918年成立。1931年，全市63.7%的居民是罗马天主教徒，34.7%是犹太人。

### 第二次世界大战

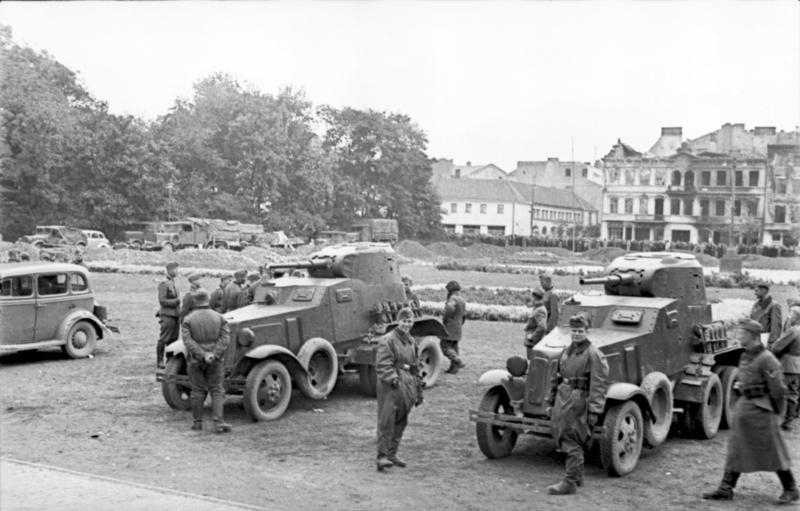
1939年，卢布林城中的德军和苏军

1939年，德国入侵波兰，二战正式爆发。波兰政府组织了将国家的黄金储备撤离华沙的行动，其中途径卢布林，但最终以失败告终。波兰战败后，卢布林成为纳粹德国波兰总督府的一部分。德国占领时期，纳粹抱有强烈的种族观念，认为德意志人是所谓「优秀种族」，而犹太人和包括波兰人在内的斯拉夫人则是所谓「劣等种族」，因此占领当局极力弹压该市的大部分人口，尤以对犹太人社群的残暴对待为甚。1939年11月，占领当局组织了知识分子屠杀行动，城中的大批知识分子被逮捕，随后被扭送到集中营，或是直接被杀害，而天主教大学也被强制关闭。整个占领期间，纳粹杀害的波兰人不计其数。德国计划将卢布林变为德国化的城市，将市内的德国人口比例由原先1939年的一成至一成半增至两成至两成半。而其最终目标则是通过各种方式消灭全部的犹太人和八成的波兰人，以使得包括卢布林在内的波兰地区变成德国的固有领土。
卢布林成为德国消灭占领区境内犹太人的行动基地。卢布林的犹太人人口被迫迁入市内的犹太贫民区，成立卢布林隔都。隔都的大部分人口于1942年3月17日至4月11日之间被运送到灭绝营，剩余的人口则迁到马伊达内克集中营周边，在战争末期全部被杀。一些战时逃到苏联，至今仍然生存的犹太人，战后回到卢布林重新组成犹太人社群，但很快人数就急速减少，大多前往以色列或西方定居。马马伊达内克集中营与设于卢布林城堡的监狱亦是卢布林和邻近地区的波兰人的一个恐怖阴影。
1944年，卢布林被苏军占领，并成为苏联控制的波兰民族解放委员会的所在地，1945年1月，该组织迁往华沙。

### 战后时期

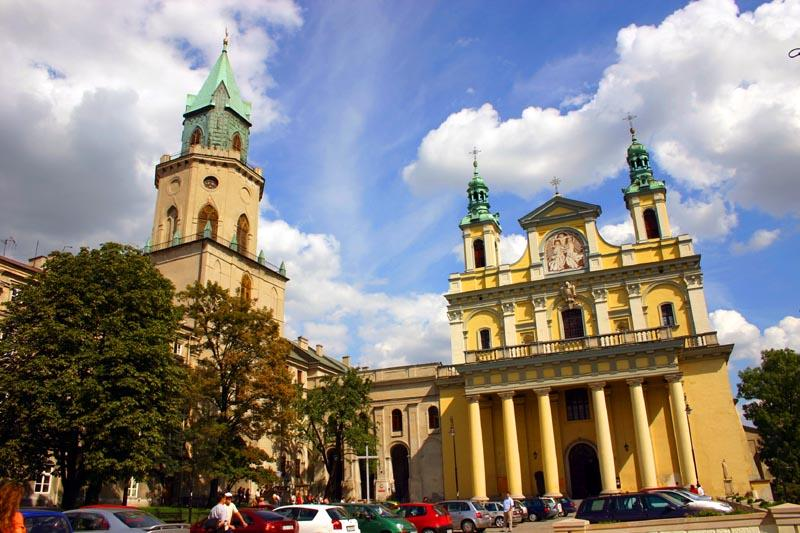
盧布林主教座堂

二战后，卢布林得以迅速重建并持续发展，人口增长到战前的三倍，城市范围也大大扩展。一系列的科学研究基地在新设立的玛丽亚·居里-斯克沃多夫斯卡大学附近设立。1950年，FSC汽车工厂于卢布林落成，并于1951年投产。
1980年7月，由于波兰经济陷入困境，人民生活水平下降，卢布林的工人及邻近的斯域德力克镇展开了第一次罢工浪潮。第一波示威于7月8日在斯域德力克镇的WSK工厂发生，罢工浪潮很快就扩散到卢布林及邻近地区的其它工厂，使得卢布林的铁路网络及市内运输陷入瘫痪。最终，全市有多达50,000名工人参与罢工。罢工人士使用新的策略，他们占领工厂并留在工厂内，而不是街上游行，以避免当局的镇压。工人们要求政府实行切实的措施，以改善他们的经济状况。他们也提出了一些政治要求，例如：重新选举工会领导人、取消波兰统一工人党统治阶层的政治特权、简化工厂内的行政管理制度等。

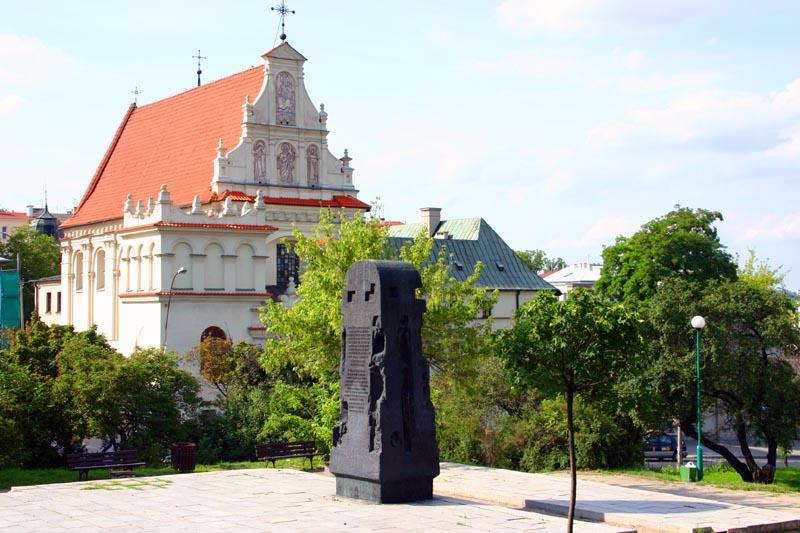
卢布林犹太人大屠杀纪念碑

罢工持续了两个星期，最终当局同意工人们的经济方面的要求。但是卢布林罢工产生的效应影响到了全国，促成了1980年8月格但斯克的新罢工浪潮。格但斯克的工人学习了卢布林工人罢工的经验，要求当局同意成立一个独立运作，不受当局支配的工会，即日后的团结工联，为日后的东欧剧变种下远因。

## 地理

### 气候
卢布林的气候属于温带大陆性湿润气候（柯本气候分类法：Dfb），冬季寒冷潮湿，夏季温暖。
| 卢布林气候数据（1936-2011年） | 卢布林气候数据（1936-2011年） | 卢布林气候数据（1936-2011年） | 卢布林气候数据（1936-2011年） | 卢布林气候数据（1936-2011年） | 卢布林气候数据（1936-2011年） | 卢布林气候数据（1936-2011年） | 卢布林气候数据（1936-2011年） | 卢布林气候数据（1936-2011年） | 卢布林气候数据（1936-2011年） | 卢布林气候数据（1936-2011年） | 卢布林气候数据（1936-2011年） | 卢布林气候数据（1936-2011年） | 卢布林气候数据（1936-2011年） |
| 月份                          | 1月                           | 2月                           | 3月                           | 4月                           | 5月                           | 6月                           | 7月                           | 8月                           | 9月                           | 10月                          | 11月                          | 12月                          | 全年                          |
| ----------------------------- | ----------------------------- | ----------------------------- | ----------------------------- | ----------------------------- | ----------------------------- | ----------------------------- | ----------------------------- | ----------------------------- | ----------------------------- | ----------------------------- | ----------------------------- | ----------------------------- | ----------------------------- |
| 历史最高温 °C（°F）           | 18.0 (64.4)                   | 16.2 (61.2)                   | 22.0 (71.6)                   | 27.2 (81.0)                   | 35.7 (96.3)                   | 33.9 (93.0)                   | 35.0 (95.0)                   | 37.0 (98.6)                   | 33.2 (91.8)                   | 25.0 (77.0)                   | 18.9 (66.0)                   | 15.0 (59.0)                   | 37.0 (98.6)                   |
| 平均高温 °C（°F）             | −0.7 (30.7)                   | 0.4 (32.7)                    | 5.7 (42.3)                    | 12.7 (54.9)                   | 18.4 (65.1)                   | 21.4 (70.5)                   | 23.3 (73.9)                   | 23.0 (73.4)                   | 18.1 (64.6)                   | 12.3 (54.1)                   | 5.4 (41.7)                    | 0.8 (33.4)                    | 11.8 (53.2)                   |
| 日均气温 °C（°F）             | −3.1 (26.4)                   | −2.5 (27.5)                   | 1.6 (34.9)                    | 7.8 (46.0)                    | 13.1 (55.6)                   | 16.2 (61.2)                   | 17.9 (64.2)                   | 17.4 (63.3)                   | 12.9 (55.2)                   | 7.9 (46.2)                    | 2.6 (36.7)                    | −1.4 (29.5)                   | 7.6 (45.7)                    |
| 平均低温 °C（°F）             | −5.9 (21.4)                   | −5.7 (21.7)                   | −2.0 (28.4)                   | 3.0 (37.4)                    | 7.7 (45.9)                    | 10.7 (51.3)                   | 12.5 (54.5)                   | 12.0 (53.6)                   | 8.2 (46.8)                    | 4.0 (39.2)                    | 0.0 (32.0)                    | −3.9 (25.0)                   | 3.5 (38.3)                    |
| 历史最低温 °C（°F）           | −32.2 (−26.0)                 | −31.1 (−24.0)                 | −30.9 (−23.6)                 | −7.2 (19.0)                   | −4.1 (24.6)                   | 0.0 (32.0)                    | 2.0 (35.6)                    | 0.0 (32.0)                    | −4.0 (24.8)                   | −7.6 (18.3)                   | −17.9 (−0.2)                  | −23.9 (−11.0)                 | −32.2 (−26.0)                 |
| 平均降水量 mm（）             | 22.7 (0.89)                   | 25.9 (1.02)                   | 27.3 (1.07)                   | 42.4 (1.67)                   | 51.1 (2.01)                   | 66.6 (2.62)                   | 71.5 (2.81)                   | 64.0 (2.52)                   | 55.5 (2.19)                   | 40.6 (1.60)                   | 36.7 (1.44)                   | 33.6 (1.32)                   | 537.9 (21.18)                 |
| 平均降水天数                  | 23.3                          | 19.5                          | 18.4                          | 13.1                          | 13.0                          | 11.8                          | 12.3                          | 9.3                           | 11.2                          | 13.3                          | 18.1                          | 20.8                          | 184.1                         |
| 平均相對濕度（％）            | 88.7                          | 85.9                          | 79.8                          | 68.9                          | 71.9                          | 73.7                          | 75.1                          | 74.4                          | 79.8                          | 84.0                          | 89.4                          | 90.2                          | 80.1                          |
| 月均日照時數                  | 53                            | 73                            | 115                           | 174                           | 226                           | 237                           | 238                           | 248                           | 165                           | 124                           | 48                            | 37                            | 1,738                         |
| 来源：Climatebase.ru          |                               |                               |                               |                               |                               |                               |                               |                               |                               |                               |                               |                               |                               |

## 旅遊與文化
名勝古蹟:

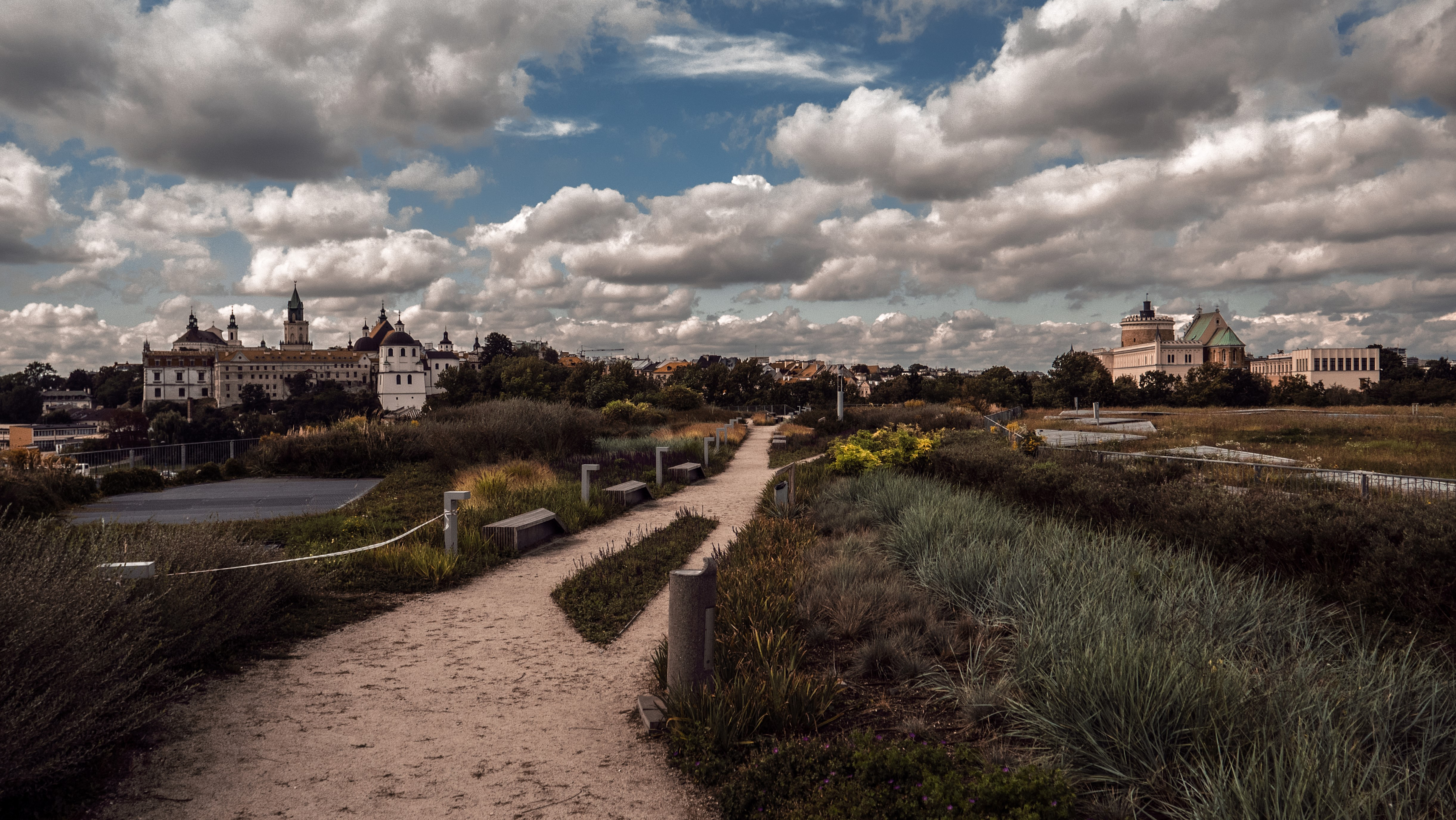
盧布林老城區

- 盧布林城堡 (Zamek Lubelski)- 博物館與美術館
- 老城 (Stare Miasto)- 美食館與博物館中心
- Trynitarska塔 (Wieża Trynitarska)- 天主教堂博物館
- 君主法院 (Trybunał Koronny)- 盧布林城市博物館
- 三位一體教堂 (Kaplica Trójcy Świętej)于盧布林城堡
- Majdanek國家博物館 - Majdanek集中營博物館
- 盧布林主教座堂 (Archikatedra Lubelska)

文化節:
- 文化夜 (Noc Kultury)- 藝術節
- Falcon奇幻節 - cos節
- Jagielloński遊藝會 (Jarmark Jagielloński)- 民俗學節
- 演藝人員節 (Carnaval Sztukmistrzów)
- 歐洲美食節 (Europejski Festiwal Smaku)

## 商業
- 經濟特區-盧布林區 - 有六十四投資家
- 盧布林科技園區

## 體育
- 盧布林場館 - 盧布林最大體育場
- Globus運動中心
- 十三個小體育場"Orlik"

## 教育與醫療機構
大專院校：
- 盧布林醫學大學
- 卢布林若望·保祿二世天主教大學──1950年代，教宗若望保祿二世曾於此任教。
- 瑪麗亞·斯科沃多夫斯卡-居里大學
- 盧布林生命科學大學
- 盧布林理工大學

## 外部連結
- 卢布林市官方網站(波蘭語)（页面存档备份，存于）
- 關於卢布林的有趣資料 （页面存档备份，存于）
- 卢布林照片遊 （页面存档备份，存于）
- 卢布林Maria Curie-Skłodowska大學的官方網站(英語版)
- 卢布林博物館(波蘭語)
- 虛擬猶太人历史遊:卢布林 （页面存档备份，存于）
- 卢布林地图[永久]